# Décoration militaire
Cet article concerne la notion de décoration militaire. Pour la décoration créée en France en 1791, voir Décoration militaire (France, 1791).

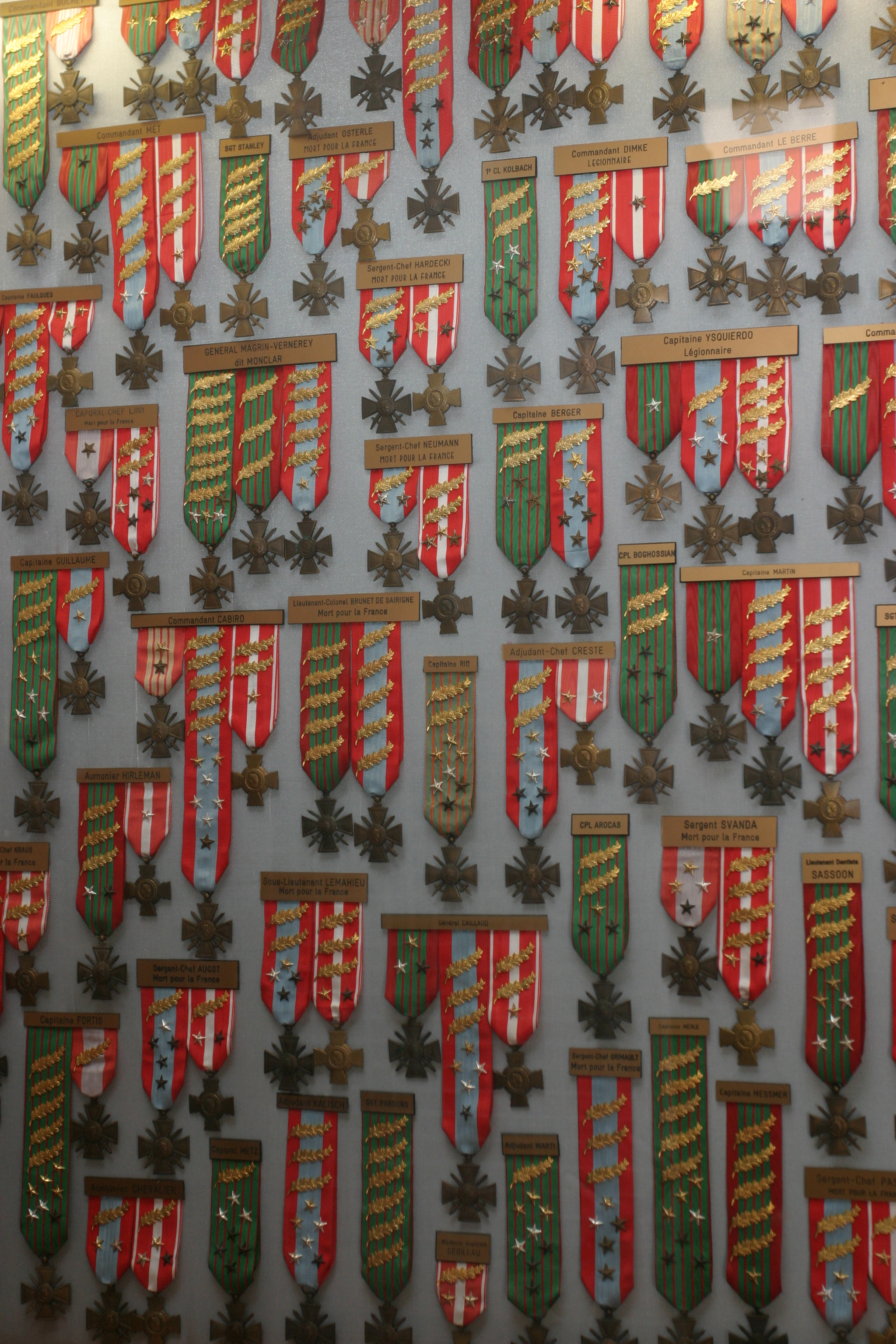
Décorations militaires françaises au Musée de la Légion étrangère.

Une décoration militaire est une décoration honorifique décernée au personnel ou aux unités militaires pour actes d'héroïsme au combat ou pour services rendus. Les décorations militaires sont portées sur les uniformes militaires et comprennent les médailles et les ordres de chevalerie.
Bien que les distinctions civiles décernées aux militaires ne soient pas considérées comme des distinctions militaires, certains ordres comportent à la fois des divisions civiles et militaires. De plus, les distinctions reçues par les policiers et les pompiers peuvent également être considérées comme des distinctions militaires.

## Histoire
Les décorations sont connues depuis l'Antiquité. L'Ancien Empire d'Égypte possédait l'Ordre du Collier d'Or, tandis que le Nouvel Empire décernait l'Ordre de la Mouche d'Or. Les légions romaines furent les premières à organiser un système de décorations militaires honorant leurs soldats pour leur bravoure et leur service. Une fois reconnus, les soldats romains portaient ces décorations au combat, lors des défilés et les affichaient dans leurs maisons après le service militaire ; et si une légion romaine entière était citée pour bravoure, une décoration était ajoutée à l'étendard de l'aigle de la Légion. Tout comme un commandant place une médaille militaire sur la poitrine d'un soldat lors d'une cérémonie officielle, les Romains le faisaient également en public, comme le rapporte l'historien grec Polybe il y a deux mille ans :

« S'il y avait un combat et que certains soldats se distinguaient par leur bravoure, le commandant de la légion rassemblait ses troupes et les appelait à être décorés. Le commandant romain énonçait les mérites, les actes et les actions héroïques pour lesquels le soldat romain devait être décoré et offrait au légionnaire un collier, des brassards ou un ensemble de disques. Au cours de la cérémonie, le commandant attachait souvent l'objet à l'armure du légionnaire. »

### Bibliografie
- (en-US) Valerie A. Maxfield, The Military Decorations of the Roman Army, Berkeley, University of California Press, 1981 (ISBN 978-0-520-04499-9, OCLC 7464710, lire en ligne), p. 304